# Condado de Quay

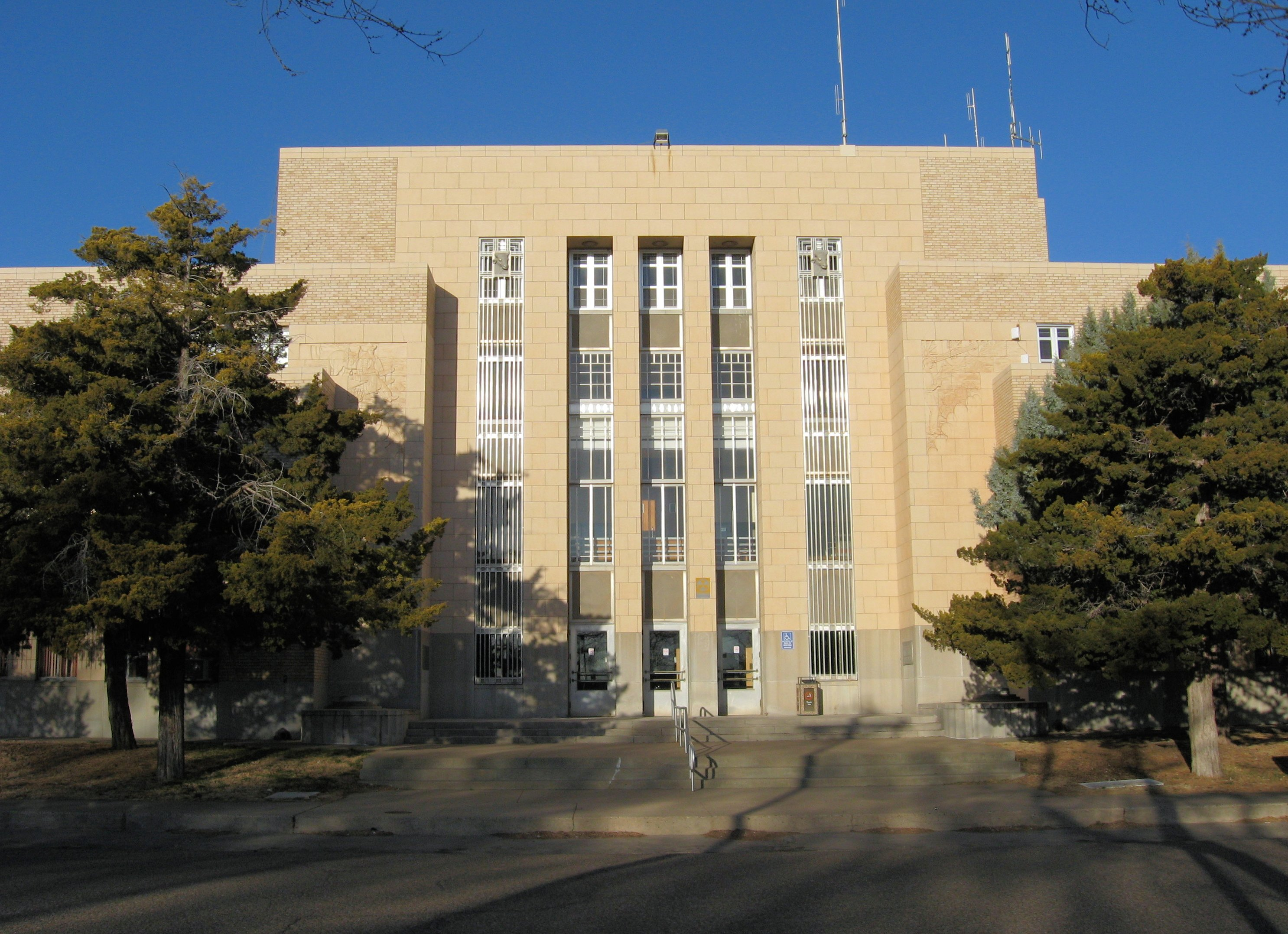

O Condado de Quay é um dos 33 condados do Estado americano do Novo México. A sede do condado é Tucumcari, e sua maior cidade é Tucumcari. O condado possui uma área de 7 464 km² (dos quais 18 km² estão cobertos por água), uma população de 10 155 habitantes, e uma densidade populacional de 1 hab/km² (segundo o censo nacional de 2000). O condado foi fundado em 1903.